# خدا و شیطان در سرزمین خورشید
خدا و شیطان در سرزمین خورشید (پرتغالی: Deus e o Diabo na Terra do Sol) یا خدای سیاه، شیطان سپید (انگلیسی: Black God, White Devil) یک فیلم درام جنایی برزیلی به کارگردانی گلوبر روشا محصول سال ۱۹۶۴ است.
فیلم مشکلات سیاسی-اجتماعی برزیل در دههٔ ۱۹۶۰ را به تصویر می‌کشد و از نمونه‌های برجستهٔ سینما نووی برزیل به‌شمار می‌رود.